# Maria Müller
Pour les articles homonymes, voir Müller.
Maria Müller, née à Theresienstadt (actuellement Terezín) en Autriche-Hongrie, le 29 janvier 1898, décédée à Bayreuth le 15 mars 1958, est une soprano allemande, d'origine allemande de Bohême. Elle a notamment marqué l'interprétation de rôles wagnériens.

## Biographie
Née en 1898 en Bohême, elle a été formée  au conservatoire de Prague puis a étudié à Vienne avec Erik Schmedes et Anna Bahr-Mildenburg, a pris des cours à Berlin auprès de Lula Mysz-Gmeiner et a débuté à Linz en 1919 dans le personnage d'Elsa dans Lohengrin. Elle a chanté ensuite au Deutsches Theater à Prague en 1921-1923, et au Staatsoper de Munich 1923-1924.
Le 21 janvier 1925 elle chanta au Metropolitan Opera de New York en Sieglinde. Le jour suivant Olin Downes écrivait dans The New York Times : « La jeune soprano tchèque […] a été bien accueillie. Elle a une voix jeune et fraîche, un peu petite pour le rôle, mais avec beaucoup de grâce et sincérité comme actrice. Ce n’est pas  souvent qu’on assiste à un Sieglinde si humaine, si tendre et plaisante aux yeux. » La même année, elle chanta Donna Elvira de Don Giovanni. Entre 1925 et 1935, elle a été 198 fois présente sur la scène du Metropolitan. Elle a chanté de nombreuses premières comme Madonna Imperia de Franco Alfano en 1928, Fra Gherardo de Ildebrando Pizzetti en 1929, ou encore Simon Boccanegra en 1932, parmi d'autres.
Pendant la période 1930-1944, elle fut présente en permanence au festival de Bayreuth, intégrée dans les chanteuses régulièrement sollicitées par Winifred Wagner. Quelques-uns de ses rôles étaient par exemple : Eva des Maîtres Chanteurs en 1933, Sieglinde et Elsa en 1936. Le New York Herald Tribune écrivit : « La voix de  Müller est plus fraîche et belle qu'elle n’était au Metropolitan. » 
Elle monta sur scène également dans des lieux tels que le Covent Garden de Londres ou le festival de Salzbourg. À Salzbourg, elle interprèta Eurydice (1931), Reiza d'Oberon (1933) et Donna Elvira. En 1934, elle chanta Eva à Covent Garden et Sieglinde. Son répertoire incluait Die ägiptische Helena de Richard Strauss, Jenufa de Janáček, Iphigénie en Tauride de Gluck, Pamina, Tosca, Marguerite.
Après la guerre mondiale, elle demeura jusqu'à sa mort dans la maison qu'elle possédait à Bayreuth. Elle revint au Städtische Oper de Berlin en 1950, pour d'ultimes interprétations. Elle mourut en 1958 à Bayreuth,.

## Enregistrements
- Richard Wagner, Tannhäuser (premier enregistrement intégral, ou presque), avec Herbert Janssen, sous la direction de Karl Elmendorff (Bayreuth, 1930)
- Richard Wagner, Lohengrin (extraits), avec Franz Völker, Margarete Klose, Max Lorenz, sous la direction de Heinz Tietjen (Bayreuth, 1936)
- Richard Wagner, La Walkyrie (Acte III), avec Rudolf Bockelmann, Kirsten Flagstad, sous la direction de Wilhelm Furtwängler (Londres, 1937)
- Richard Wagner, Le Vaisseau fantôme, avec Ludwig Hofmann, Franz Völker, sous la direction de Richard Kraus (Bayreuth, 1942)
- Richard Wagner, Lohengrin, avec Franz Völker, Margarete Klose, Jaro Prohaska, Ludwig Hofmann, sous la direction de Robert Heger (1942)[4]
- Richard Wagner, Les Maîtres chanteurs de Nuremberg, avec Max Lorenz, Jaro Prohaska, Josef Greindl, sous la direction de Wilhelm Furtwängler (Bayreuth, 1943)  [5]
- Carl Maria von Weber, Der Freischütz, avec Walter Grossmann, Josef Greindl, sous la direction de Robert Heger (Berlin, 1943)
- Richard Wagner, La Walkyrie, avec Ludwig Suthaus, Josef Hermann, Margarete Klose, Josef Greindl, sous la direction de Ferenc Fricsay (Berlin, 1951)

## Source
- (en) Cet article est partiellement ou en totalité issu de l’article de Wikipédia en anglais intitulé « Maria Müller » (voir la liste des auteurs).